# Smågök
Smågök (Cuculus poliocephalus) är en asiatisk fågel i familjen gökar inom ordningen gökfåglar.

## Kännetecken

### Utseende
Smågöken liknar göken men är som namnet avslöjar en mindre fågel med en kroppslängd på 32-33 cm. Den har skiffergrå ovansida med kontrasterande svartaktig stjärt och övre stjärttäckare. Stjärtens spets och kanter är vita. Strupe och bröst är ljusgrå och buken vit med svarta band. Undre stjärttäckarna är ofta svartbandade. Runt ögat syns en gul ögonring.
Den liknar vidare tajgagöken och himalayagöken men är något större och har annorlunda läten (se nedan). Madagaskargöken är mycket lik men har tunna band, blekt huvud och svagare teckning på de undre stjärttäckarna.

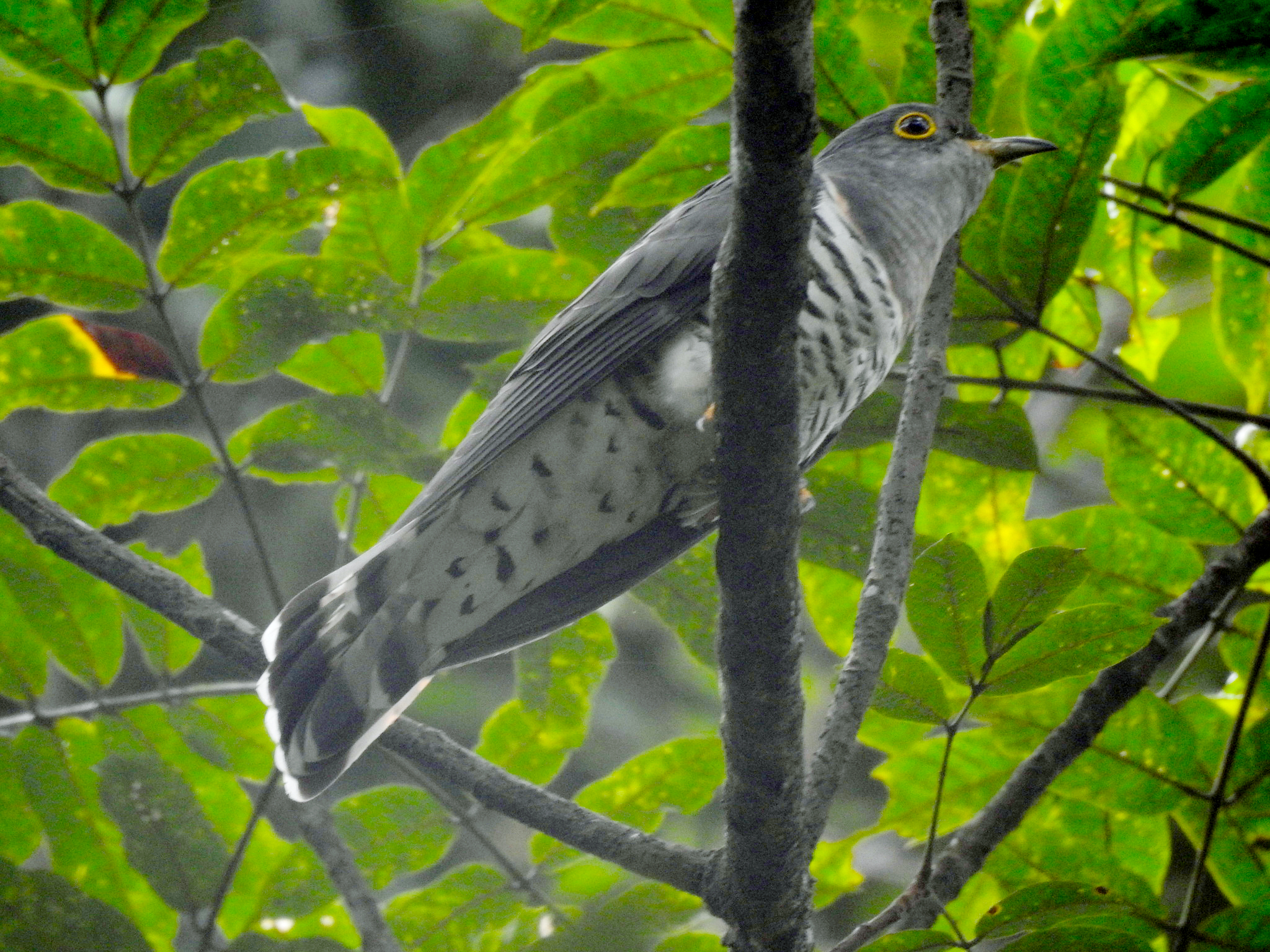

### Läten
Lätet är en repetitiv fyrstavig serie som i engelsk litteratur återges som "kwer-kwah-kwah-kurh", där den sista stavelsen är längst och lägst i tonhöjd.

## Utbredning och systematik
Fågeln häckar i södra och sydöstra Asien och övervintrar på indiska halvön, Sri Lanka och i östra Afrika. Den behandlas som monotypisk, det vill säga att den inte delas in i några underarter.

## Levnadssätt
Smågöken återfinns i skog och skogslandskap. Den lever av insekter, mestadels fjärilslarver. Fågeln häckar mellan maj och juli. Liksom många andra gökar är den en boparasit, det vill säga att den lägger ägg i andra fåglars bon. Vanliga värdarter är mindre sångare, smygtimalior, kortvingar och japansk cettia.

## Status och hot
Arten har ett stort utbredningsområde och en stor population med stabil utveckling och tros inte vara utsatt för något substantiellt hot. Utifrån dessa kriterier kategoriserar internationella naturvårdsunionen IUCN arten som livskraftig (LC). Världspopulationen har inte uppskattats men den beskrivs som ganska vanlig i stora delar av utbredningsområdet.